# 克里斯蒂安斯塔德省
克里斯蒂安斯塔德省（瑞典語：Kristianstads län）是瑞典南部一個已裁撤的省份，首府位於克里斯蒂安斯塔德，存在時間為1719年至1996年。1997年1月1日，與馬爾默胡斯省合併為斯科讷省。

## 城市
- 海斯勒霍爾姆 Hässleholm
- 克里斯蒂安斯塔德 Kristianstad
- 錫姆里斯港 Simrishamn
- 恩厄爾霍爾姆 Ängelholm